# Beat Breu
Beat Breu (San Gallo, 23 ottobre 1957) è un ex ciclista su strada e ciclocrossista svizzero, professionista dal 1979 al 1995. Vinse di due tappe al Tour de France, una al Giro d'Italia e due Tour de Suisse.

## Carriera
Ricalcando le orme del padre Max, anch'egli ciclista, Breu passò professionista nel 1979 con la Willora-Impala e si mise subito in luce in salita vincendo il Campionato svizzero della Montagna, competizione che in carriera vincerà altre tre volte. L'anno che lo rivelò al grande pubblico fu il 1981, quando partecipò al Giro d'Italia aggiudicandosi, al termine di una fuga, la ventesima tappa con partenza da San Vigilio di Marebbe e arrivo alle Tre Cime di Lavaredo, che per l'occasione rappresentavano anche la Cima Coppi della corsa rosa. Dopo questa vittoria concluse il Giro all'ottavo posto.
Qualche settimana dopo, prese parte al Tour de Suisse e continuò a dimostrare le sue qualità vincendo due tappe, la classifica finale e la classifica di miglior scalatore. A coronamento della stagione si aggiudicò anche il prestigioso Meisterschaft von Zürich. Nel 1982 partecipò per la prima volta al Tour de France ed il suo debutto fu positivo: si aggiudicò due arrivi in salita, a Pla d'Adet e sull'Alpe d'Huez; nella classifica finale terminò al sesto posto, prestazione che resterà la sua migliore in assoluto al Tour.
Prima della corsa a tappe francese, prese parte nuovamente al Tour de Suisse, dove conquistò una tappa, il quarto posto nella generale e, ancora una volta, la maglia di miglior scalatore. Nel 1983 concluse al decimo posto il Tour de Suisse ed al ventiduesimo il Tour de France. Nel 1984 tornò a gareggiare al Giro d'Italia e lo concluse nuovamente all'ottavo posto poi, prima di partecipare senza successo al Tour, partecipò al Tour de Suisse dove vinse una tappa e si classificò sesto. Dopo un ventitreesimo posto al Tour de France 1985, nel 1986 si impose in una prova di ciclocross e terminò al secondo posto in una tappa del Tour de Romandie, mentre fu dodicesimo al Tour de Suisse.
Nel 1987 vinse altre gare nel ciclocross e si aggiudicò una tappa al Tour de Romandie. Il 1988 gli regalò ancora soddisfazioni nel ciclocross, dove si piazzò terzo ai campionati del mondo e fu campione nazionale svizzero, mentre su strada concluse undicesimo sia il Giro d'Italia che il Giro di Svizzera (in quest'ultimo conquistò un secondo posto di tappa). Il 1989 segnò i suoi ultimi risultati su strada: per la seconda volta si aggiudicò la classifica finale del Tour de Suisse, dove conquistò anche una vittoria di tappa e la classifica degli scalatori, poi concluse ventunesimo il Tour de France. Negli anni successivi si dedicò principalmente al ciclocross, dove vinse nuovamente il campionato nazionale nel 1994, prima del ritiro dall'attività agonistica avvenuto nel 1996.
In carriera Breu corse con le maglie di Willora-Impala, TI-Raleigh, Cilo-Aufina, Carrera-Inoxpran, Isotonic-Cyndarella, Domex-Weinmann ed Appenzeller Käse. Partecipò in totale otto volte al Tour de France e quattro volte al Giro d'Italia.

## Palmarès

### Strada
- 1979 (Willora-Impala, una vittoria)

Campionato svizzero della Montagna
- 1981 (Cilo-Aufina, cinque vittorie)

4ª tappa Tour de Suisse (Bamberga)
8ª tappa Tour de Suisse (Monte Brè)
Classifica generale Tour de Suisse
Meisterschaft von Zürich
20ª tappa Giro d'Italia (San Vigilio di Marebbe > Tre Cime di Lavaredo)
- 1982 (Cilo-Aufina, tre vittorie)

4ª tappa, 2ª semitappa, Tour de Suisse (Falera)
13ª tappa Tour de France (Pla d'Adet)
16ª tappa Tour de France (Alpe d'Huez)
- 1983 (Cilo-Aufina, due vittorie)

Chur-Arosa
Campionato svizzero della Montagna
- 1984 (Cilo-Aufina, una vittoria)

2ª tappa Tour de Suisse (Passo del Klausen)
- 1985 (Carrera-Inoxpran, una vittoria)

Campionato svizzero della Montagna
- 1987 (Isotonic-Cyndarella, una vittoria)

4ª tappa Tour de Romandie (Grimentz)
- 1988 (Cyndarella-Isotonic, una vittoria)

Chur-Arosa
- 1989 (Domex-Weinmann, due vittorie)

5ª tappa, 2ª semitappa, Tour de Suisse (Baden-Dättwil > Heitersberg)
Classifica generale Tour de Suisse
- 1990 (Weinmann, due vittoria)

Campionato svizzero della Montagna
Campionati svizzeri, Prova a cronometro

#### Altre vittorie
- 1981 (Cilo-Aufina)

Classifica scalatori Tour de Suisse
- 1982 (Cilo-Aufina)

Classifica scalatori Tour de Suisse

### Ciclocross
- 1986

Dagmersellen
- 1987

Dagmersellen
- 1988

Aigle
Dagmersellen
Campionato svizzero
Zürich-Waid
- 1989

Steinmaur
Wetzikon
Zürich-Waid
- 1990

Aigle
- 1991

Steinsel-Contern
- 1993

Dagmersellen
- 1994

Campionato svizzero

## Piazzamenti

### Grandi Giri
- Giro d'Italia

1981: 8º
1984: 8º
1987: 11º
- Tour de France

1982: 6º
1983: 22º
1984: 43º
1985: 23º
1986: 74º
1987: 26º
1989: 21º
1990: 42º